# Hydrocolus paugus
Hydrocolus paugus är en skalbaggsart som först beskrevs av Henry Clinton Fall 1923.  Hydrocolus paugus ingår i släktet Hydrocolus och familjen dykare. Inga underarter finns listade i Catalogue of Life.